# Matten bei Interlaken
Matten bei Interlaken (toponimo tedesco) è un comune svizzero di 4 071 abitanti del Canton Berna, nella regione dell'Oberland (circondario di Interlaken-Oberhasli).

## Storia
Il comune di Matten bei Interlaken è stato istituito nel 1838 per scorporo da quello di Aarmühle (oggi Interlaken).

## Società

### Evoluzione demografica
L'evoluzione demografica è riportata nella seguente tabella:
Abitanti censiti

## Infrastrutture e trasporti
Matten bei Interlaken è servito dall'omonima stazione sulla ferrovia dell'Oberland bernese.

## Amministrazione
Ogni famiglia originaria del luogo fa parte del cosiddetto comune patriziale e ha la responsabilità della manutenzione di ogni bene ricadente all'interno dei confini del comune.